# Amber Brkich Mariano
Pour les articles homonymes, voir Brkich et Mariano.
 (février 2016).
Si vous disposez d'ouvrages ou d'articles de référence ou si vous connaissez des sites web de qualité traitant du thème abordé ici, merci de compléter l'article en donnant les références utiles à sa vérifiabilité et en les liant à la section « Notes et références ».
 (juillet 2025).
- Si vous ne connaissez pas le sujet, laissez ce bandeau (vous pouvez alors contacter les auteurs).
- Si vous supprimez le contenu mis en cause (vous pouvez préalablement contacter les auteurs),

argumentez précisément cette suppression dans la page de discussion
(un manque de référence n'est pas un argument ; une recherche réelle de référence doit avoir été effectuée, être formellement documentée).
Amber Brkich Mariano est une personnalité de la télévision, née le 11 août 1978 à Beaver (Pennsylvanie), de parents croates. 
Elle obtient[Quand ?] un diplôme "Bachelor of Arts" au Wesminster College de Pennsylvanie, à New Wilmington, au nord de Pittsburgh.
Après avoir participé à la saison 2 de Survivor: The Australian Outback (en), Amber a traversé le pays et a pris part à des actions caritatives. Immédiatement après l'émission, elle a fait la couverture de Stuff Magazine. Amber a été ensuite rappelée pour le Survivor All Stars (Survivor 8), où les figures marquantes des 7 premières saisons se sont affrontées. Amber a par ailleurs gagné le show par 4 votes contre 3 face à Rob Mariano, son allié du jeu dont elle est tombée amoureuse sur l'île.
Le 16 avril 2005, Rob Mariano et Amber Brkich se sont mariés lors d'une cérémonie privée, à Atlantis Paradise Island, aux Bahamas. La chaîne de télévision américaine a programmé le 24 mai 2005 une soirée spéciale consacrée à leur mariage, réunissant ainsi presque 10 millions de téléspectateurs.

## Survivor: The Australian Outback
Amber a participé à la seconde édition de Survivor, nommée Survivor: The Australian Outback (en). Elle a fait partie de l'équipe verte "Ogakor", et a rapidement lié une forte amitié avec Jerri Manthey, lors du jeu, lui permettant ainsi de faire une alliance avec Colby Donaldson, Tina Wesson et Mitchell Olson. L'alliance a permis d'éliminer successivement Kel Gleason et Maralyn Hershey, seul Keith Famie ayant survécu à cette alliance, tandis que Mitchell Olson a été renvoyé à la maison.
Au début de la réunification, les Ogakor ont réussi l'exploit de connaître qu'un des membres des « Kucha », Jeff Varner, avait déjà reçu des votes contre lui, ce qui a permis à l'équipe de l'éliminer. A suivi Alicia Calaway, une autre membre des Kucha. Alors qu'Elisabeth Hasselbeck devait être la prochaine, Cobli, Tina et Keith décidèrent ensemble de la sauver et d'éliminer Jerri, la plus solide alliée d'Amber, qui fut la prochaine éliminée, et termina à la sixième place.
En tant que membre du jury, Amber donna son vote pour Colby, qui n'avait pas voté pour elle lors de son départ, cependant, Tina fut la grande gagnante de Survivor 2.

## All-Stars
Étant donné qu'Amber était une personnalité plutôt discrète dans Survivor 2, son retour dans Survivor All Stars fut une surprise pour le public américain. Elle atterrit dans l'équipe rouge des « Chapera », un groupe incluant notamment Rob Mariano, Sue Hawk, et Alicia Calaway, membre également de la seconde saison.
Dès le premier épisode de Survivor All Stars, Rob et Amber passèrent une alliance, Rob trouvant Amber particulièrement belle. Le premier conseil de l'équipe arriva lors du quatrième épisode, où Rob C fut éliminé.
Lors de l'épisode suivant, une des trois équipes fut dissoute, et Jenna Lewis et Rupert Boneham, respectivement des saisons 1 et 7 arrivèrent dans l'équipe des Chapera. Cette nouvelle équipe ne perdit aucune des trois immunités suivantes, mais Sue Hawk décida d'abandonner cependant.
Lors du neuvième épisode, un changement arriva, et tous les Chapera passèrent dans l'équipe adverse, sauf Amber, qui se retrouva avec tous les ex-Mogo : Lex van den Berghe, Shii Ann Huang, Jerri Manthey et Kathy Vavrick-O'Brien. La tribu échoua lors du jeu d'immunité, et Rob dit à Lex de protéger Amber, et qu'il le protégerait par la suite. Lors du conseil, Jerri fut éliminée.
Lors de l'épisode suivant, les deux équipes se réunifièrent, et Lex fut éliminé malgré la promesse de Rob. Dans les épisodes suivants, l'alliance de Rob et Amber, déjà faîte avec Rupert et Jenna, se renforça, tout en ayant également le soutien d'Alicia et de Tom. Kathy fut donc la prochaine éliminée, et ensuite Alicia, car Shi Ann avait obtenu l'immunité, mais lors de l'épisode suivant elle fut éliminée. Tom termina cinquième, éliminé par l'alliance principale entre Amber, Rob, Jenna et Rupert, mais Tom quitta le conseil particulièrement furieux, car Rob et Amber avaient fait une nouvelle alliance avec lui, pour éliminer Jenna.
Lors du carré final, Amber remporta le jeu d'immunité, et Rob et elle réussirent à convaincre Jenna de voter contre son principal allié Rupert. Ensuite, Rob remporta le jeu et choisit d'emmener avec lui Amber en finale.
Lors des votes du jury final, le jeu de Rob et Amber fut critiqué, mais cependant Amber grâce aux votes de Lex, Alicia, Shi Ann et Tom remporta le million de dollars prévu pour le gagnant, Rob terminant second grâce aux votes de Kathy, Jenna et Rupert.
Lors du dépouillement des votes sur le plateau télé, Amber avait un tee shirt "I love Rob", confirmant que leur love story commencée sur l'île s'était continué même après l'île. Avant le dépouillement des votes, Rob demanda Amber en mariage, ce qu'elle accepta.